# György Budaházy
György Budaházy (* 3. Juni 1969 in Budapest) ist ein ungarischer Rechtsextremist, der 2006 zusammen mit László Toroczkai die nationalistische Organisation Hunnia gründete. Diese lehnt sowohl den Beitritt Ungarns zur Europäischen Union 2004 als auch den Vertrag von Trianon ab und fordert ein Groß-Ungarn in den Grenzen vor 1920.
Nach der Grundschule und dem Gymnasium studierte György Budaházy Maschinenbau, schloss aber das Studium 1992 ohne Erfolg ab. Er arbeitete anschließend als Kellner. Zu dieser Zeit trat er in die MDF (Ungarisches Demokratisches Forum) ein.
1997 heiratete er seine Frau Bernadett, mit der er drei Kinder hat (* 1999, 2001 und 2006).
Bekannt wurde Budaházy mit seiner neuen Organisation auch durch zahlreiche Gewaltakte mit Molotowcocktails.
György Budaházy saß wegen verschiedener militanter Delikte seit 2009 in Haft.
Im April 2023 wurde er von der ungarischen Präsidentin, Katalin Novák begnadigt.